# Comunidad eclesial
Una comunidad eclesial es, en la terminología utilizada por la Iglesia católica, un grupo religioso cristiano que no responde a la definición católica de "Iglesia". Aunque la propia palabra "eclesial" significa "iglesia" o "reunión" en sentido político en el griego koiné, la Iglesia católica aplica el término "Iglesia" en sentido propio sólo a las comunidades cristianas que, según la Iglesia católica, "tienen verdaderos sacramentos y sobre todo -por la sucesión apostólica- el sacerdocio y la Eucaristía".
La Iglesia católica reconoce formalmente como "Iglesias" de naturaleza similar a sus propias Iglesias particulares (diócesiss e Iglesias autónomas o sui iuris) a las Iglesias orientales separadas de la plena comunión con ella, a saber, las de la ortodoxia bizantina, la ortodoxia oriental y la Iglesia del Oriente. No ha negado la pretensión de algunas comunidades del cristianismo occidental de cumplir con su definición de "Iglesia" (un ejemplo es la Iglesia Nacional Católica Polaca). De hecho, al referirse a "Las Iglesias separadas y las comunidades eclesiales en Occidente", el Concilio Vaticano II reconoció la existencia de algunas Iglesias occidentales que no están en plena comunión con la Santa Sede.
Sin embargo, la Iglesia católica excluye expresamente a "aquellas comunidades cristianas nacidas de la Reforma del siglo XVI", ya que, según la doctrina católica, estas comunidades no gozan de la sucesión apostólica en el sacramento del orden, y por tanto carecen de un elemento constitutivo de la Iglesia. Esto incluye a la Comunión Anglicana, la validez de cuyas órdenes la Iglesia católica ha declarado "absolutamente nulas y sin valor". Esta sentencia, enunciada en la bula papal Apostolicae curae de 1896, ha sido puesta como ejemplo de una verdad vinculada a la revelación que debe sostenerse definitivamente.

## Críticas a la denominación
Después de que el papa Benedicto XVI promulgara el documento Dominus Iesus en el año 2000, varios líderes de la Iglesia de Dinamarca replicaron en una declaración pública, diciendo:

Sin embargo, tiene un efecto destructivo en las relaciones ecuménicas que una iglesia prive a otra del derecho a llamarse iglesia. Es tan destructivo como si un cristiano negara a otro el derecho a llamarse cristiano.

## Comunidades eclesiales en formación
Otras formas del término comunidad eclesial se refieren a aquellas comunidades que están en formación para convertirse en misiones de una iglesia particular o parroquias de una diócesis o eparquía particular. Las comunidades eclesiales pueden referirse a grupos de individuos que se reúnen por una razón espiritual, principalmente para el culto y la confraternidad, que típicamente no reciben los sacramentos a menos que esté disponible un ministro sacramental, es decir, un sacerdote o diácono.